# Miho Nakayama Concert Tour '96 Sound of Lip
『Miho Nakayama Concert Tour '96 Sound of Lip』（ミホ・ナカヤマ コンサート・ツアー ナインティー・シックス サウンド・オブ・リップ）は、中山美穂の8作目のライブビデオ。1996年12月21日にキングレコードからリリースされた（KIVM-206）。

## 解説
- 同年6月に発売されたアルバム『Deep Lip French』を携えて行われたコンサートツアー「MIHO NAKAYAMA CONCERT TOUR '96 "Sound of Lip"」（全国32公演）から、7月24日、25日の中野サンプラザ公演を収録している。
- ライブ映像の合間にイメージ映像も差し込まれている。
- 16曲目は「Midnight Taxi」と「kiss kiss kiss」（アルバム『Mellow』収録曲）のメドレーで、ツアーより先の同年2月に音楽番組『FAN』で披露されていた。
- 本ツアーは舞台演出をシンガーソングライターの藤井フミヤが務めた。
- 2003年に発売された『Miho Nakayama Complete DVD BOX』に収納されている。

## 収録曲
1. ライカスタ
2. True Romance
3. 遠い街のどこかで…
4. Sound of Love
5. Spiritual Kisses
6. Crazy Moon
7. 50/50
8. Dream
9. 不意のKiss
10. It's More
11. Rain Ring
12. 世界中の誰よりきっと
13. Sea Paradise -OLの反乱-
14. ヨッシャ!
15. Thinking About You〜あなたの夜を包みたい〜
16. Midnight Taxi & kiss kiss kiss
17. Treasure